# Oenothera deltoides
Espèce
Oenothera deltoides est une espèce de plantes à fleurs de la famille des Onagraceae originaire des États-Unis.

## Description morphologique

### Appareil végétatif
Cette plante rampante ne dépasse guère 5 à 30 cm de hauteur, mais ses tiges peuvent atteindre de 10 à 100 cm de longueur. Ces tiges poussent à partir d'une rosette de feuilles basale et ne sont elles-mêmes que très peu garnies de feuilles. Les feuilles mesurent de 2 à 7,5 cm de longueur et ont une forme ovale ou losangique. Quand la plante meurt, les tiges ont tendance à se redresser en séchant, formant ainsi une structure qui ressemble un peu à une cage à oiseau.

### Appareil reproducteur

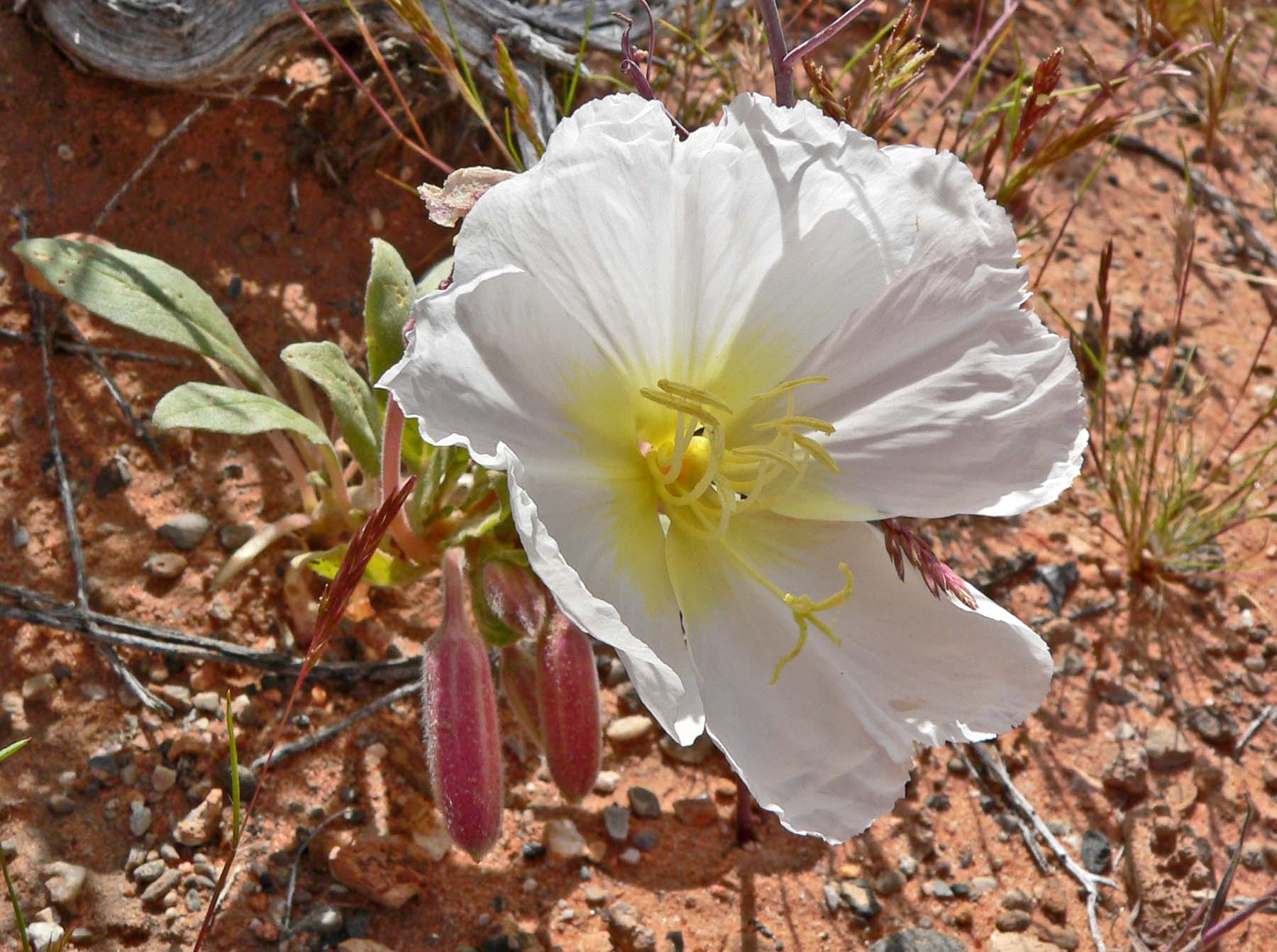
Oenothera deltoides en fleur.

La floraison a lieu entre mars et mai. L'inflorescence, située à l'extrémité des tiges, est constituée d'un fleur blanche isolée. Cette fleur, de 4 à 7,5 cm de diamètre, possède 4 grands pétales blancs, translucides et chiffonnés, ce qui leur confère un aspect de "fleur en papier". Cette fleur s'ouvre de nuit, généralement après des pluies importantes. Les organes reproducteurs mâles sont composés de 8 étamines. Le stigmate comporte 4 prolongements.

Une fois la reproduction déroulée, un phénomène singulier se produit: la dissémination de la graine se fait via l'entrainement de toute la partie végétative aérienne. Ce trait caractéristique la classe dans les anémochores (diaspores disséminés par le vent) roulants[réf. nécessaire].

## Répartition et habitat
Cette plante pousse dans les déserts sablonneux du sud-ouest des États-Unis, de l'est de l'Oregon jusqu'en Californie, en Arizona et en Utah.